# Ordine dell'Aquila Bianca
L'Ordine dell'Aquila Bianca (in polacco Order Orła Białego) è il più alto riconoscimento polacco, concesso per merito sia a civili che a militari. Dal 1705, la sua altalenante storia rispecchia fedelmente le vicissitudini dello stato nazionale polacco.

## Storia

### La fondazione dell'Ordine
L'Ordine dell'Aquila Bianca venne istituito il 1º novembre 1705 da Augusto II di Polonia, già elettore di Sassonia e re di Polonia, dal 1703.
Il momento coincise con i primi anni della Grande guerra del nord (1700 - 1721) che contrappose Augusto, lo zar Pietro I e la Danimarca di Federico IV alla Svezia del giovane re Carlo XII, che covava sconfinate mire espansionistiche sull'intera regione del Baltico.
La monarchia polacca era elettiva e Augusto riteneva utile procurarsi uno strumento per accattivarsi i magnati polacchi, sempre inclini a trascurare i propri doveri verso la corona: al momento della morte, nel 1733, Augusto aveva concesso 40 onorificenze.
Nel corso del XVIII secolo l'Ordine divenne assai prestigioso e si identificò con il patriottismo polacco. Valgano a dimostrarlo due circostanze: dopo la terza spartizione della Polonia del 1795, quando si trattava di negare l'esistenza della nazione, l'Ordine venne abolito. Per riapparire nel 1807, non appena Napoleone restaurò lo stato polacco, fondando il Ducato di Varsavia. E venne mantenuto dagli zar, allorché essi assunsero la corona dopo il congresso di Vienna: pur avendo, di fatto, annesso la Polonia, essi volevano mantenere l'illusione della indipendenza ed il mantenimento in vita dell'ordine doveva avere, nelle loro intenzioni, un alto potere simbolico.

### L'Ordine nel sistema di decorazioni dell'Impero Russo
Nel 1830, dopo che l'esercito russo aveva schiacciato la grande insurrezione polacca, la forma delle onorificenze venne modificata, in modo da meglio somigliare alle decorazioni russe e così restò sino alla Rivoluzione russa del 1917, quando la Polonia riebbe la propria indipendenza.
Pochi anni dopo, il 4 febbraio 1921, un atto del parlamento restaurò l'Ordine quale massima onorificenza della neonata repubblica e l'insegna venne ridisegnata. Nel periodo fra le due guerre della onorificenza vennero insigniti 24 cittadini polacchi ed 87 stranieri. Fra questi ultimi 33 sovrani regnanti o capi di Stato, 10 primi ministri 12 membri di famiglie reali e 15 ministri.

### La rifondazione dell'Ordine
Nel 1948, al sorgere della Repubblica Popolare Polacca, non vennero più concesse decorazioni, ma l'ordine non venne mai ufficialmente abolito. Venne, anzi, concesso dal governo in esilio della Polonia. Il 26 ottobre 1992, a seguito del crollo del regime comunista, l'ordine venne ‘ristabilito’. Da quel momento il presidente della Repubblica serve da Gran Maestro dell'Ordine.

## Insegne
La medaglia ha subito numerose modifiche che si sono sviluppate in contemporanea con le vicende che hanno coinvolto la storia dell'Ordine dell'aquila bianca e la storia polacca.
Ad esempio, durante il periodo di dominazione russa la medaglia era inserita su una placca metallica, raffigurante l'aquila bicipite zarista; l'anello della medaglia era costituito da un'effigie della corona imperiale che sormontava un nastro viola.
Attualmente la medaglia ha conservato i caratteri fondamentali delle origini e consiste in una croce di Malta d'oro smaltata di rosso e bordata di bianco e d'oro, recante agli angoli della croce delle sfere dorate. I bracci della medaglia sono congiunti da una serie di strali d'oro, mentre al centro della medaglia è inserita una placca raffigurante un'aquila bianca con corona rivolta verso sinistra.

## Galleria d'immagini

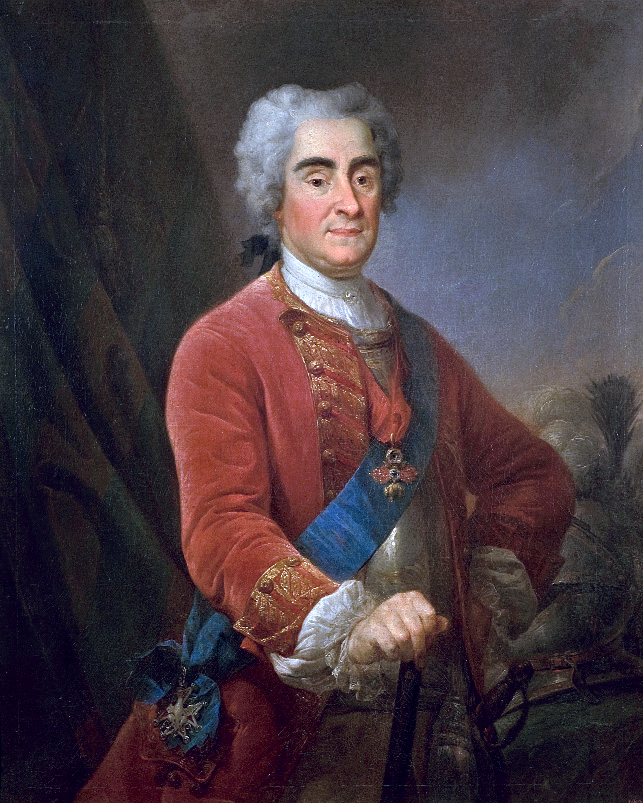
Augusto II di Polonia
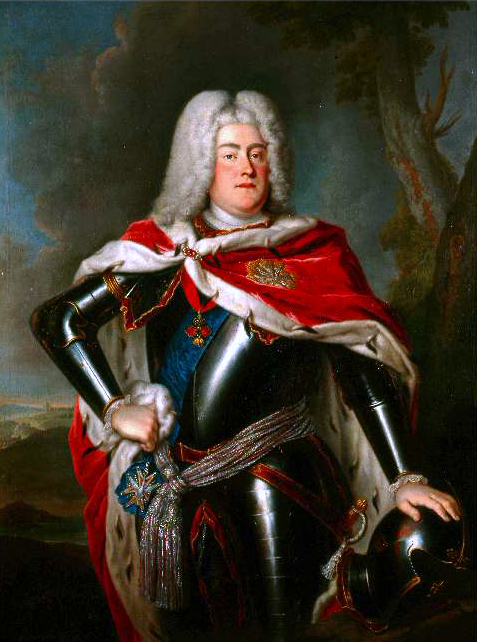
Augusto III di Polonia
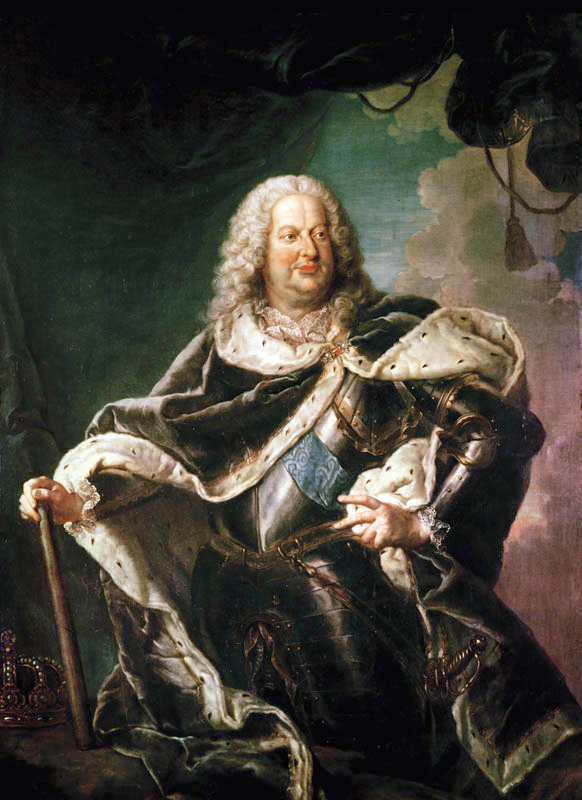
Stanislao Leszczyński
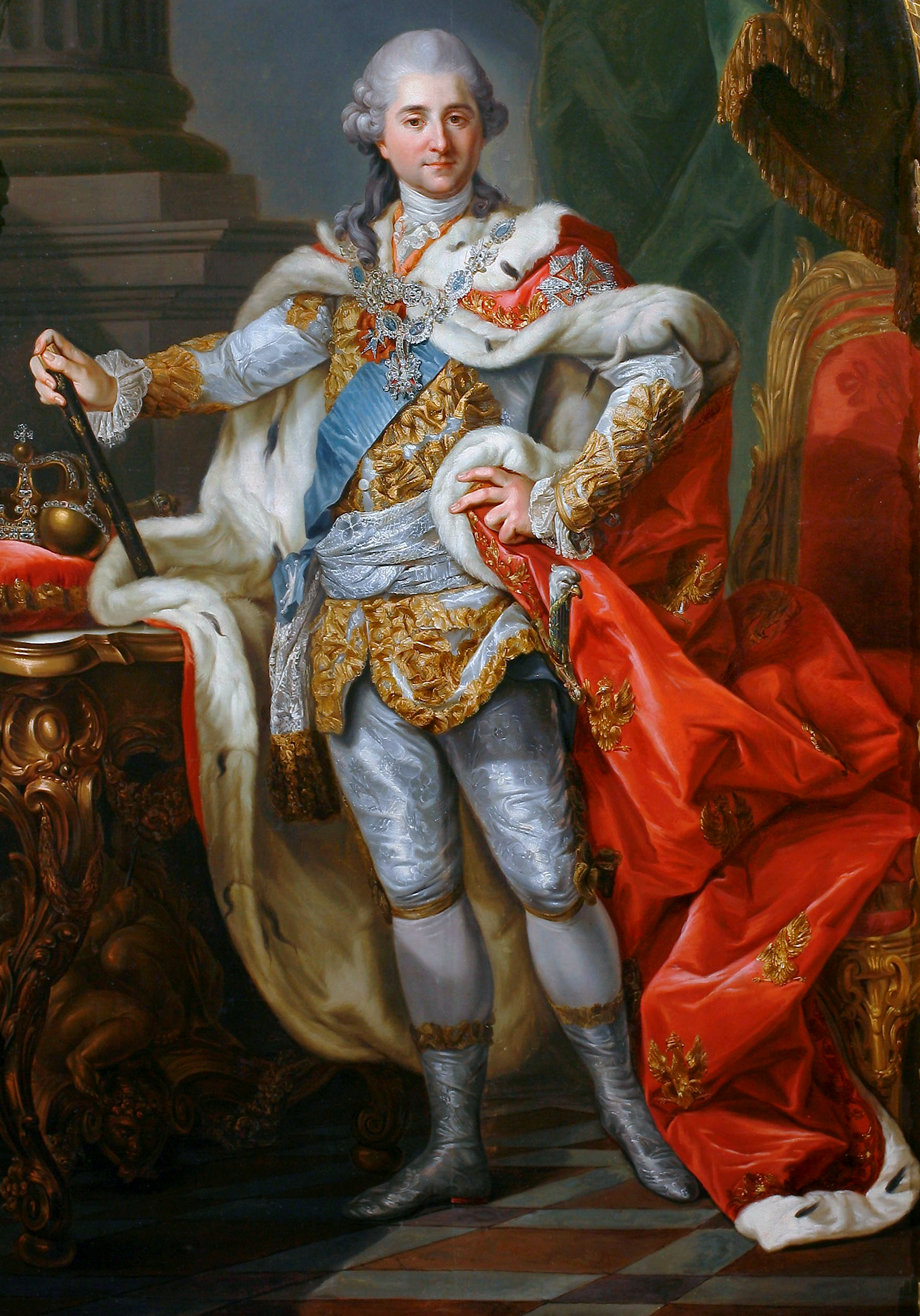
Stanislao II Augusto Poniatowski
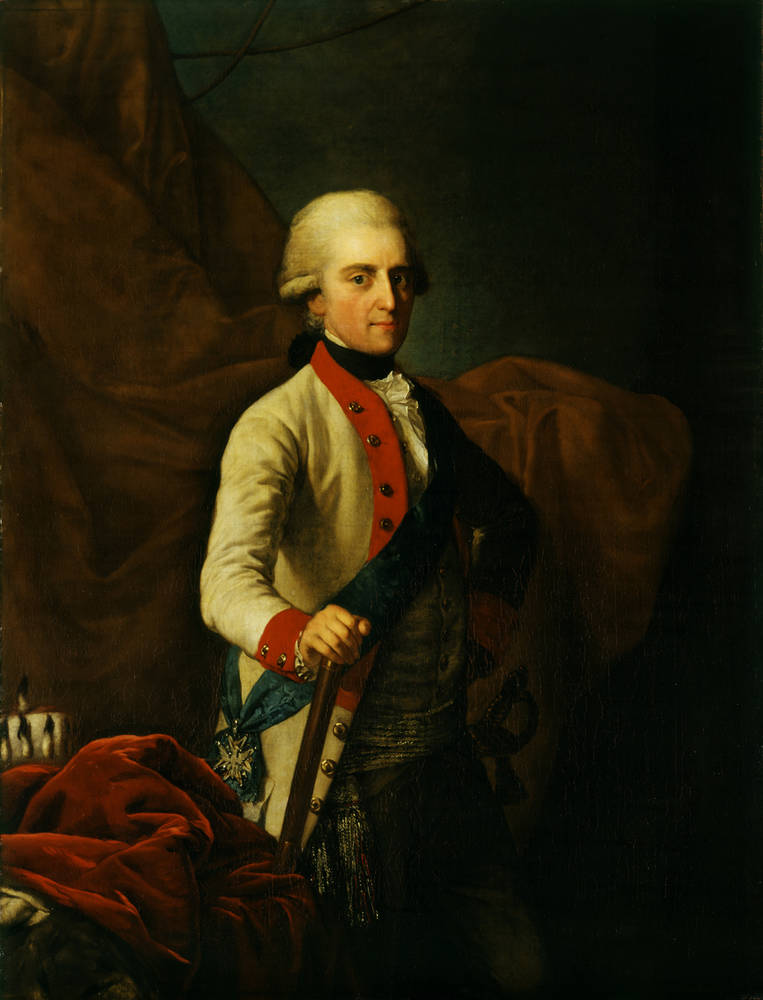
Federico Augusto di Sassonia